# Atentados de Janaqin de 2005
Los atentados de Janaqin de 2005 fueron ataques suicidas a dos mezquitas chiítas en Janaqin, Irak (cerca de la frontera iraní), el 18 de noviembre de 2005. 
Los atentados mataron a por lo menos a 74 personas e hirieron a más de 100 civiles. Los terroristas suicidas se inmolaron a sí mismos al tiempo que centenares de fieles asistían a la oración del viernes, en lo que fue considerado como un acto de provocación sectaria. La ciudad se encuentra dentro de una zona controlada por kurdos, que ha escapado hasta entonces a gran parte de la violencia que ha afectado a otras partes de Irak.